# Онезьке озеро
Оне́зьке о́зеро (рос. Онежское озеро (Оне́го), стара орфографія Онѣжское озеро, Онѣго, вепс. Änine, карел. Oniegu, фін. Ääninen, Äänisjärvi) — озеро, розташоване на північному заході Європейської частини Російської Федерації, на території Карелії, Ленінградської і Вологодської областей. Друге за величиною озеро в Європі після Ладозького. Належить до басейну Балтійського моря Атлантичного океану.

## Опис
Площа водного дзеркала становить 9,7 тис. км² (без островів). Найглибшою частиною озера є північна, де глибина сягає 127 м. Середня глибина в центральній частині становить 50—60 м, ближче на південь дно піднімається до 20—30 м. У північній частині озера багато жолобів, що чергуються з високими підйомами дна, які утворюють так звані «банки», на яких часто ловлять рибу промислові траулери.
В Онезьке озеро впадають близько 50 річок, найбільші з них — Шуя і Суна на північному заході і Водла на сході. На південному сході і сході в озеро впадають річки Андома, Витегра і Мегра. Стік з південно-західного краю озера по річці Свір у Ладозьке озеро і далі по Неві в Балтійське море. Рівень води досягає максимуму в літній час, мінімуму — у березні-квітні, коливання рівня складають близько 60 см за рік. Під час осінніх штормів хвилі іноді досягають 4,5 м. Для захисту від штормів по південному та південно-східному берегах озера (від гирла річки Витегри до витоку річки Свір) у середині XIX століття вирили обвідний Онезький канал.
У регіоні холодний клімат. Прибережні частини озера і невеликі бухти починають замерзати наприкінці листопада, а глибша центральна частина — у середині січня, хоча в окремі роки центральна частина озера не замерзає. Танення льоду починається наприкінці квітня. Біломорсько-Балтійський канал з'єднує озеро з Білим морем. Зі створенням Верхньосвірської ГЕС стало водосховищем (площа 9950 км²).

## Назва
У давньоруських пам'ятках згадується як онѣго. Це слово має явно дослов'янську, фінську етимологію.
Існує кілька версій його походження:
- Академік А. М. Шегрен виводив його від фін. ääni («звук», «голос»), тобто — «звучне (галасне, шумливе) озеро»[5].
- О. Л. Погодін припускає саамське походження: саам. agne («пісок») + jegge («низинна рівнина»).
- Професор І. І. Муллонен вважає, що назва озера могла піти від саам. äne и балт.-фінськ. änine/äniz («великий, значний»)[6].

Назва озера українською передається як «Онезьке». Проте, зважуючи на те, що у староросійській і давньоруській орфографії вона містила у собі «ять» (а також з огляду на карельську назву Oniegu, яка зберегла давню вимову), згідно з чинним правописом вона має записуватися як «Онєзьке». Те ж саме стосується й споріднених назв: річки Онега, Онезької затоки, Онезького каналу.

## Острови
Одним із найвідоміших островів на озері є острів Кижі, на якому розташований однойменний музей-заповідник, і приналежним йому Кижським погостом із побудованими XVIII столітті дерев'яними храмами: Спасо-Преображенським і Покровським. У церкві Покрови Пресвятої Богородиці з кінця 1990-х рр. відновлені регулярні богослужіння, настоятелем приходу є ієрей Миколай (Озолін). Богослужіння ведуться в теплу пору року — з першої неділі після Дня Святого Духа до Покрови Пресвятої Богородиці 14 жовтня — поки священик постійно перебуває на острові. У зимовий час богослужіння приходу триває у Петрозаводську, у теплій Святодухівський церкві, поруч з якою завершується будівництво Патріаршого подвір'я.
Найбільший острів — Великий Клименецький (147 км²). На ньому розміщується кілька поселень, є школа.

## Флора і фауна
Низькі береги Онезького озера заболочені і затоплюються при підйомі рівня води. По берегах озера і на його островах, в очеретяних заростях, гніздяться качки, гуси та лебеді. Прибережна область вкрита густою тайгою.
Онезьке озеро має значну різноманітність риб і водних безхребетних, серед яких значне число реліктів льодовикової епохи. В озері зустрічаються стерлядь, лосось озерний, пструг струмковий, палія арктична, ряпушка, сиг, харіус, корюшка, щука, плітка, ялець звичайний, плоскирка, лящ, чехоня, карась звичайний, щипавка звичайна, сом, вугор, судак, окунь звичайний, йорж звичайний, минь річковий, бабець європейський, мінога річкова і струмкова. Загалом в Онезькому озері мешкає 47 видів і підвидів риб, що відносяться до 13 родин і 34 видів.

## Міста і промисловість
На берегах Онезького озера розташовані міста Петрозаводськ, Кондопога, Медвеж'єгорськ, смт Повенець. Озеро є важливою транспортною магістраллю, яка пов'язує басейни Балтійського, Каспійського і північних морів.

## Фотогалерея

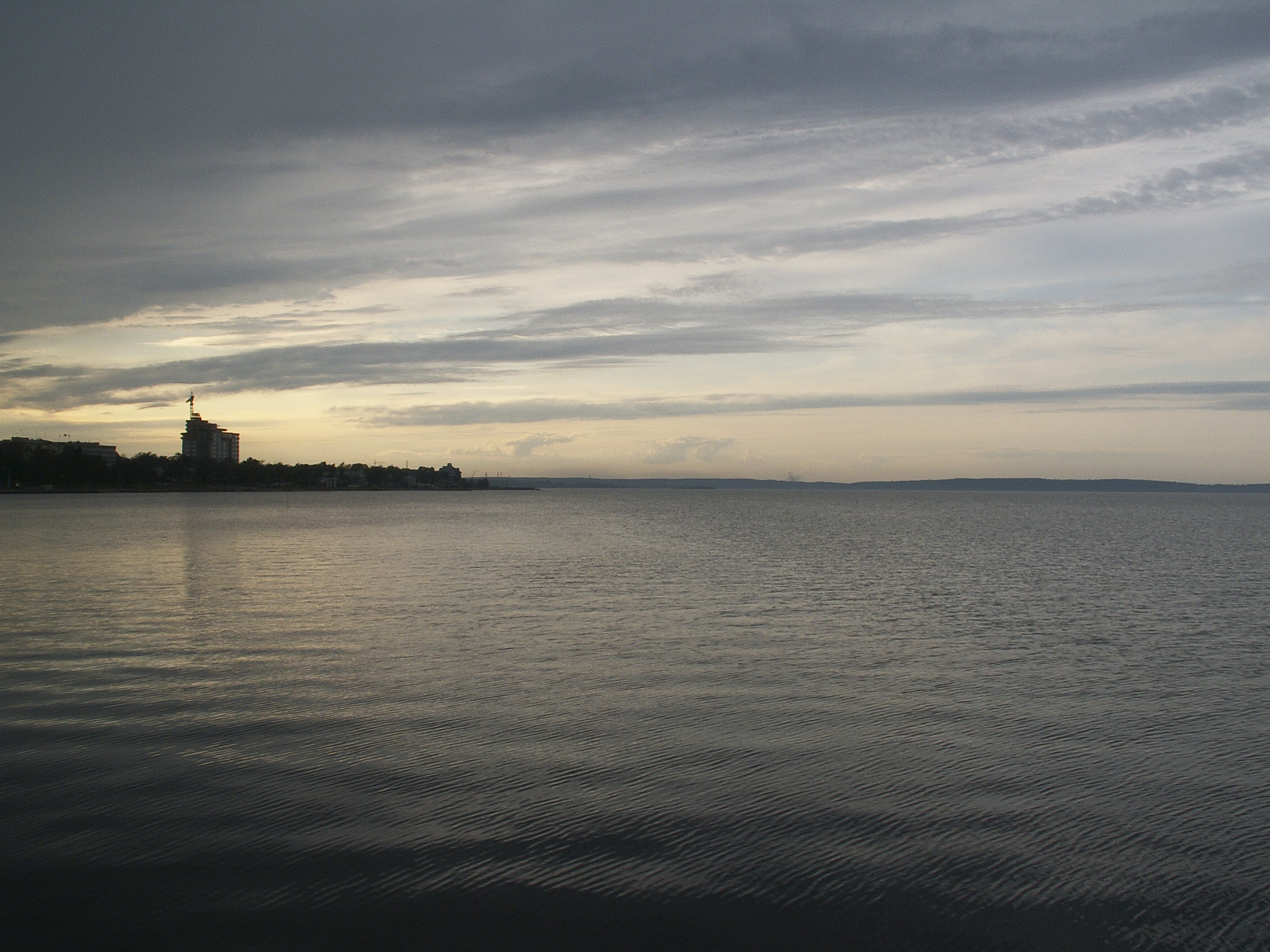
Петрозаводська губа
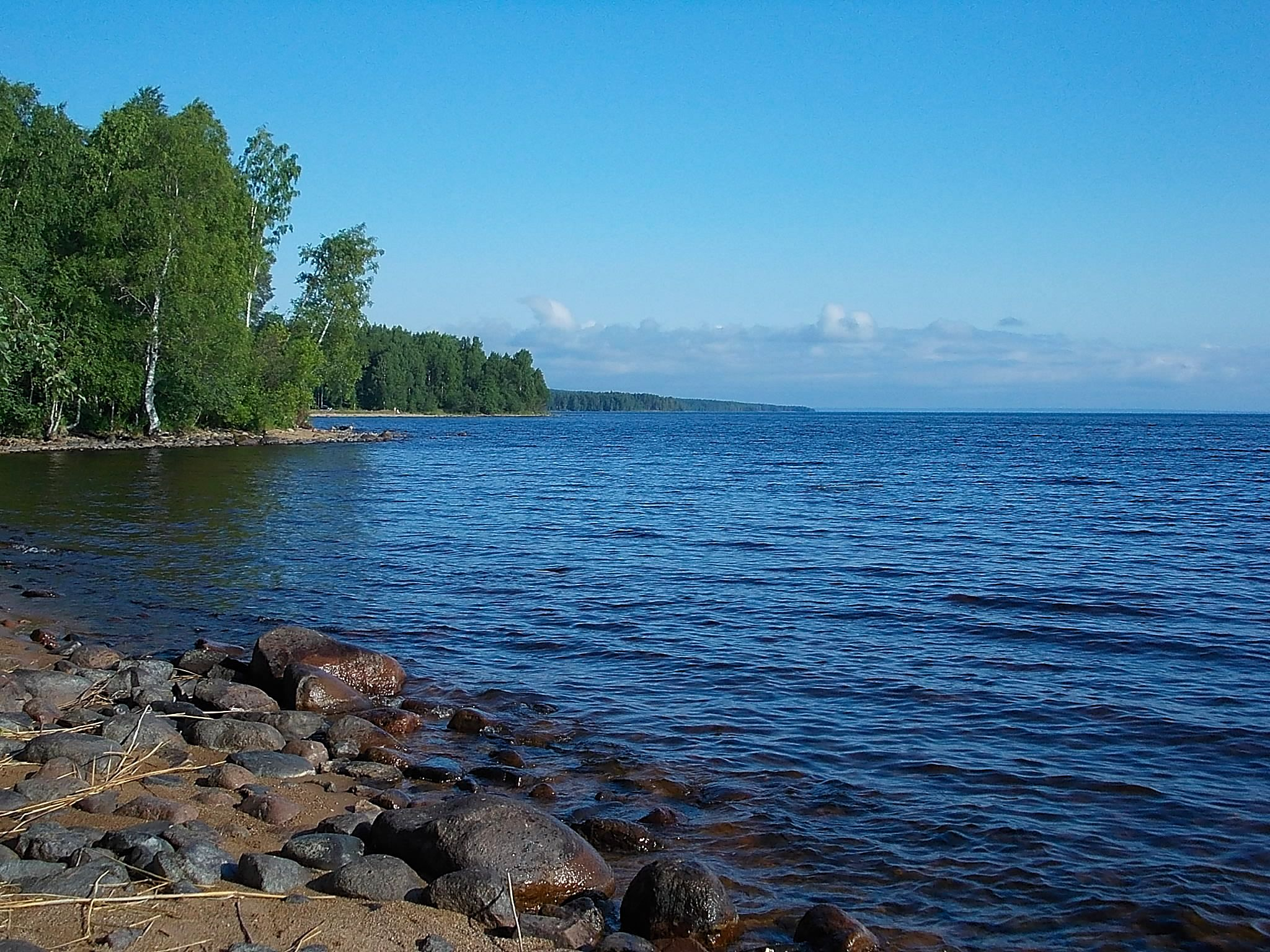
Дерев'янська бухта Онезького озера
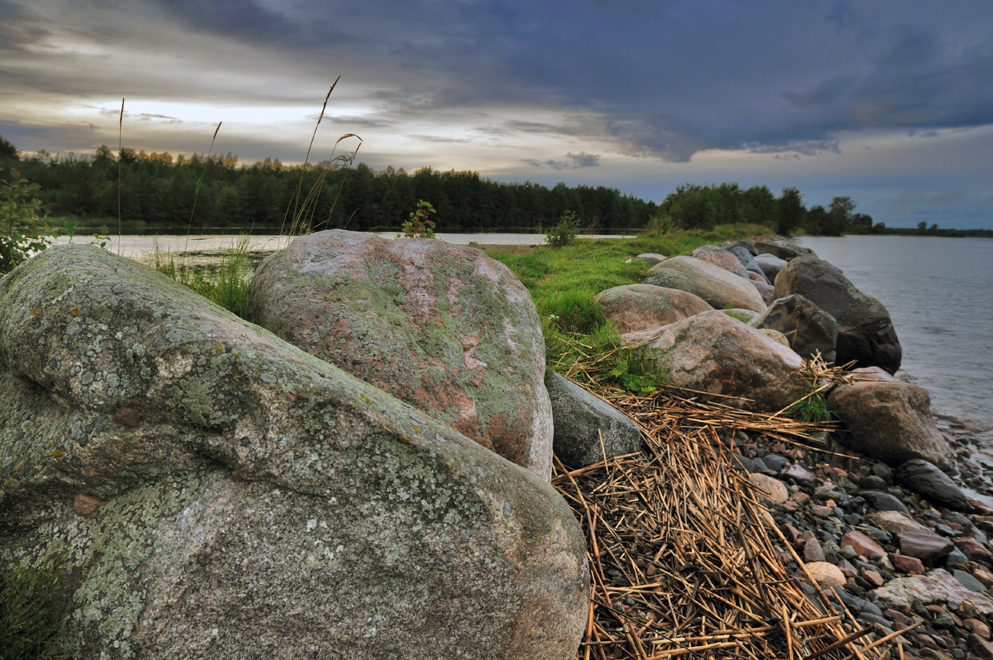
Берег Онезького озера. с. Вознесіння
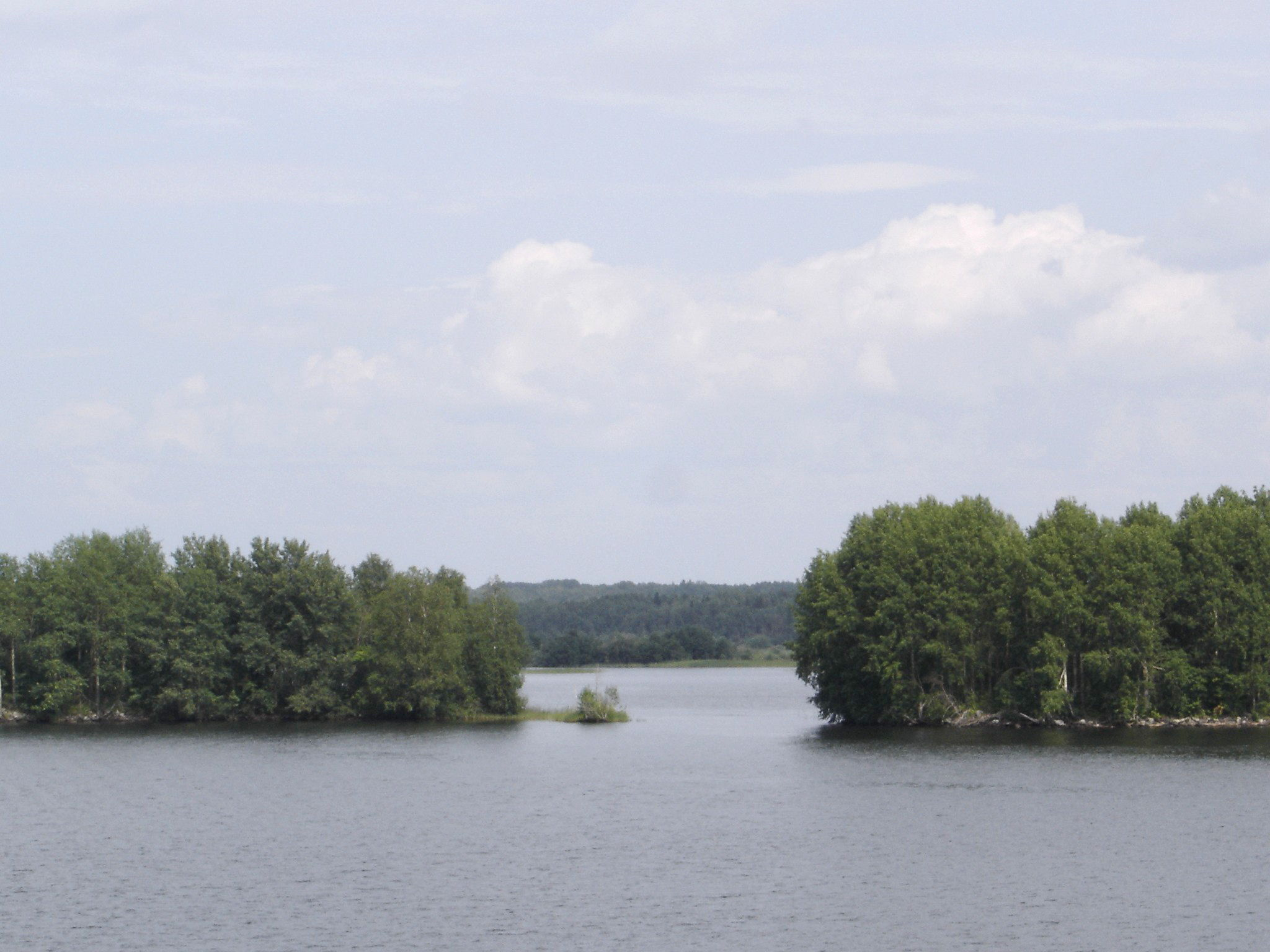
Острови озера
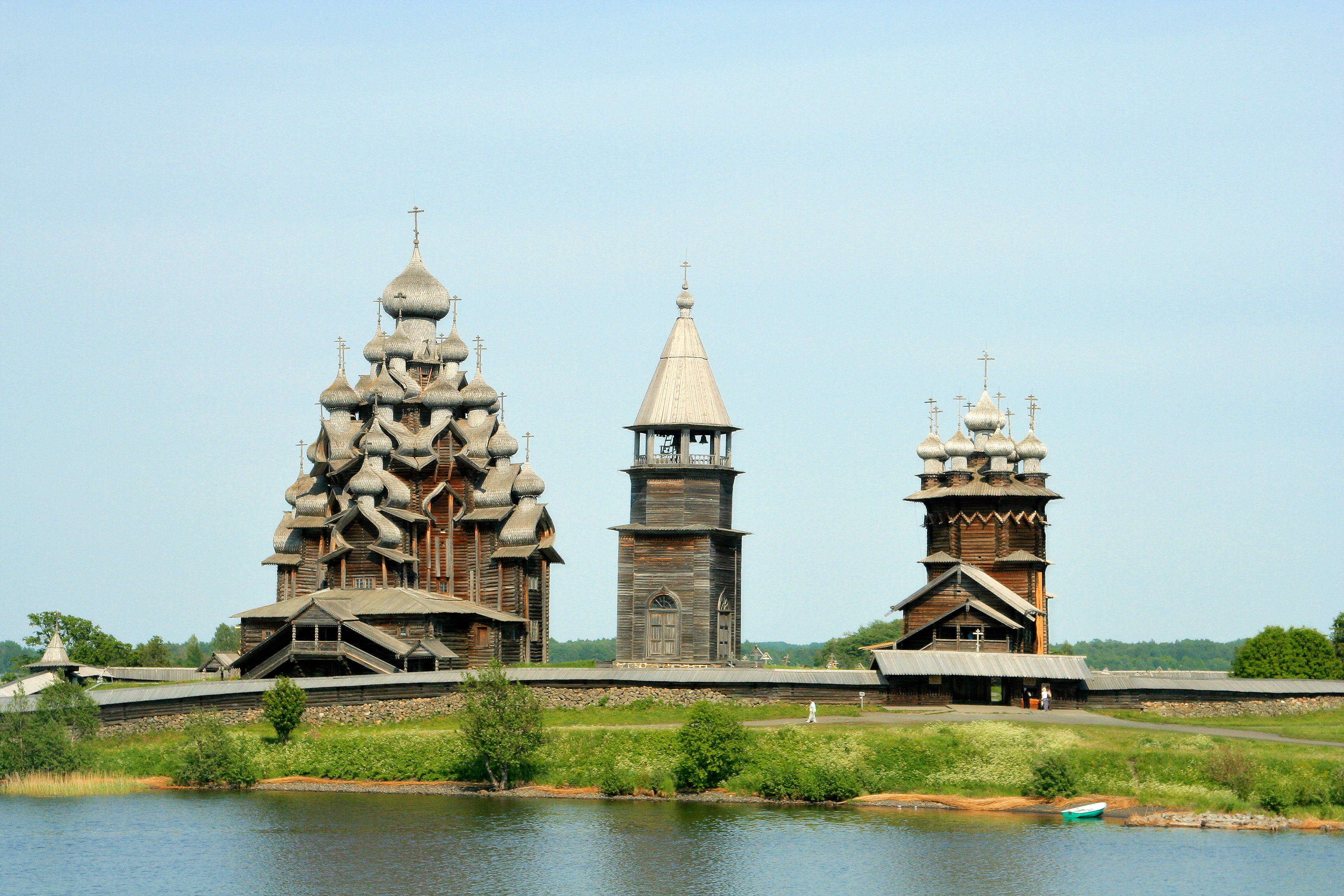
Острів Кижі
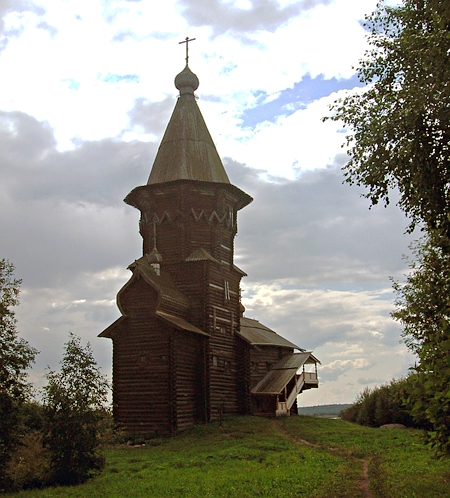
Кондопога, Успенська церква
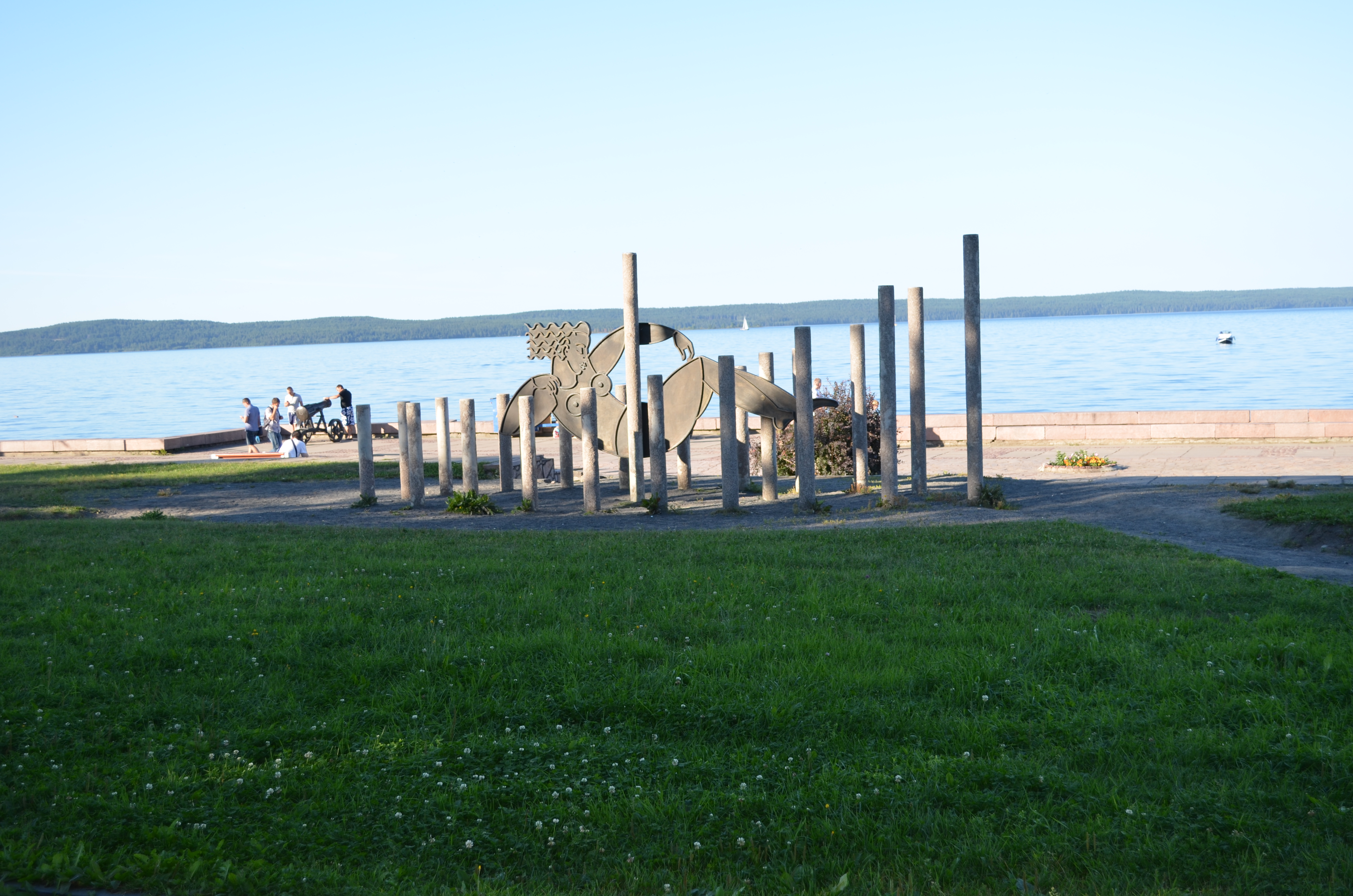
Набережна в Петрозаводську
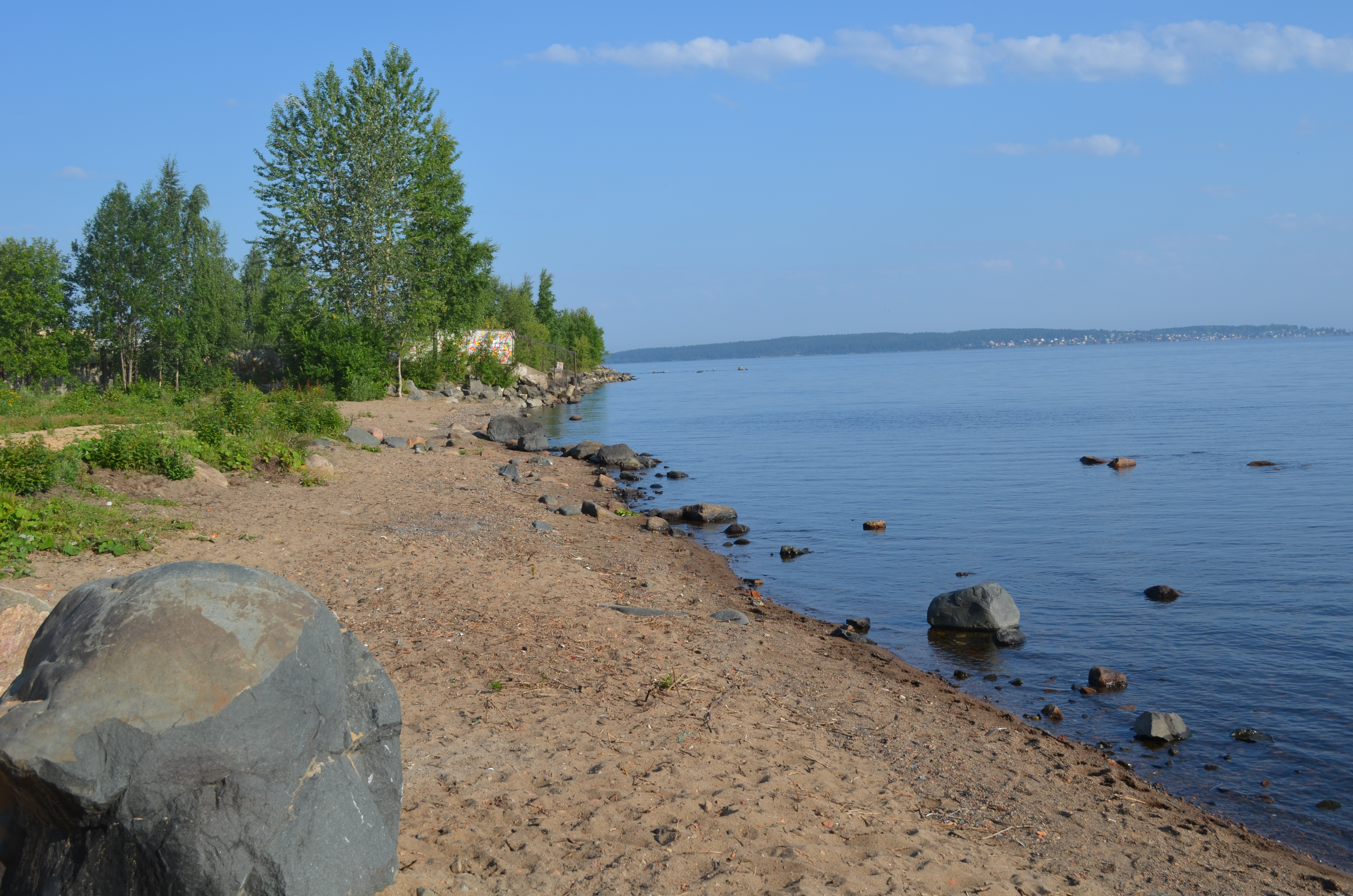
Узбережжя в Петрозаводську

|  | Цифрами позначені: 1. Свірська губа 2. Петрозаводська губа и місто Петрозаводськ 3. затока Велике Онего 4. Кондопожська губа 5. затока Мале Онего 6. Заонезька затока 7. Повенецька затока 8. Острів Кижі 9. Озеро Водлозеро и Водлозерський національний парк 10. Івінський Розлив 11. Мис Бєсов Нос (Бісів Ніс) 12. Острів Великий Клименецький |